# Paweł Mykietyn
Paweł Jan Mykietyn (* 20. Mai 1971 in Oława) ist ein polnischer Komponist.

## Leben
Paweł Mykietyn studierte Komposition an der Fryderyk-Chopin-Musikakademie in Warschau. Er schloss das Studium 1996 ab. Neben seinen Kammermusik- und Orchesterwerken wurde er vor allem durch seine Theaterkompositionen für Inszenierungen von Regisseuren wie Krzysztof Warlikowski und Grzegorz Jarzyna bekannt. Im Jahr 2000 wurde er von der polnischen Wochenzeitung Polityka mit dem Paszport-Preis ausgezeichnet. Seit dem Film Leben in mir komponierte er die Musik für sämtliche Filme von Małgorzata Szumowska. Für Leben in mir wurde er 2004 auf dem Polnischen Filmfestival Gdynia ausgezeichnet. 2008 komponierte er die Musik zum Film Tatarak von Andrzej Wajda und erhielt 2009 und 2011 den Polnischen Filmpreis für seine Musik zu Małgorzata Szumowskas 33 Szenen aus dem Leben und Jerzy Skolimowski Essential Killing. Für seine 2. Sinfonie gewann er 2008 den Polnischen Medienpreis.
Für Aufsehen und eine öffentliche Kontroverse sorgte seine Markuspassion (2008). Krzysztof Penderecki deutete in einem Interview an, Mykietyn habe sich seiner dramatischen Konzeption der (unvollendet gebliebenen) Johannespassion bedient, über die er sich öffentlich geäußert hatte. (Penderecki hatte den Auftrag, eine Johannespassion anlässlich der Wiedereinweihung der Dresdner Frauenkirche zu schreiben, vollendete sein Werk bisher jedoch nicht.)

## Wichtigste Werke
- ... Choć doleciał Dedal ..., Trio für Klavier, Klarinette und Cello (1990)
- La strada für drei Instrumente (1991)
- Cztery preludia für Klavier (1992)
- U Radka für Klarinette, Posaune, Cello und Klavier (1993)
- 3 for 13 für dreizehn Instrumentalisten (1994)
- Sonatina für Alina für Alt-Saxophon und Tonband (1994)
- Eine kleine Herbstmusik für elf Instrumente (1995)
- Epifora für Klavier und Tonband (1996)
- Klavierkonzert (1996)
- ...Na temat własny für ein Kammermusikensemble (1997)
- Four for four für Klarinette, Posaune, Cello und Klavier (1997)
- Cellokonzert (1998)
- Streicherquartett (1998)
- Commencement de siècle für ein Kammermusikensemble und live Electronics (1999)
- Before «Four for four» für Klarinette, Posaune, Cello und Klavier (1999)
- Violinkonzert (1999)
- Shakespeare Sonette für männlichen Sopran und Klavier (2000)
- Ignorant i szaleniec, Kammeroper (2001)
- Ładnienie (2004)
- 2. Streicherquartett (2006)
- 2. Sinfonie (2007)
- Pasja według św. Marka für Orchester, Sopran, Chor und Rezitator (2008)

## Filmmusik
- 2000: Egoiści – Regie: Mariusz Treliński
- 2004: Leben in mir (Ono) – Regie: Małgorzata Szumowska
- 2005: Ojciec – Episode aus der Kurzfilmsammlung Solidarność, Solidarność … – Regie: Małgorzata Szumowska
- 2008: 33 Szenen aus dem Leben (33 sceny z życia) – Regie: Małgorzata Szumowska
- 2009: Der Kalmus (Tatarak) – Regie: Andrzej Wajda
- 2011: Das bessere Leben (Elles) – Regie: Małgorzata Szumowska
- 2013: Im Namen des… (W imię…) – Regie: Małgorzata Szumowska
- 2022: EO – Regie: Jerzy Skolimowski
- 2024: Jouer avec le feu – Regie: Delphine und Muriel Coulin